# 戈爾登湖 (佛羅里達州)
戈爾登湖（英語：Golden Lake）是位於美國佛羅里達州棕櫚灘縣的一個人口普查指定地區。

## 地理
戈爾登湖的座標為26°42′01″N 80°10′03″W / 26.70028°N 80.16750°W，而該地最高點為海拔高度5米（即16英尺）。

## 人口
根據2010年美國人口普查的數據，戈爾登湖的面積為6.10平方千米，當中陸地面積為6.10平方千米，而水域面積為0.00平方千米。當地共有人口6694人，而人口密度為每平方千米1,097人。